# Мур Тауншип (округ Нортемптон, Пенсільванія)
Мур Тауншип (англ. Moore Township) — селище (англ. township) в США, в окрузі Нортгемптон штату Пенсільванія. Населення — 9322 особи (2020).

## Демографія
Згідно з переписом 2010 року, у селищі мешкало 9198 осіб у 3618 домогосподарствах у складі 2749 родин. Було 3752 помешкання
Расовий склад населення:
| - 97,2 % — білих - 0,8 % — чорних або афроамериканців - 0,5 % — азіатів - 0,1 % — корінних американців |

До двох чи більше рас належало 0,9 %. Частка іспаномовних становила 2,0 % від усіх жителів.
За віковим діапазоном населення розподілялося таким чином: 19,5 % — особи молодші 18 років, 63,6 % — особи у віці 18—64 років, 16,9 % — особи у віці 65 років та старші. Медіана віку мешканця становила 46,5 року. На 100 осіб жіночої статі у селищі припадало 101,4 чоловіків;  на 100 жінок у віці від 18 років та старших — 98,7 чоловіків також старших 18 років.
Середній дохід на одне домашнє господарство  становив 66 331 долар США (медіана — 56 919), а середній дохід на одну сім'ю — 73 900 доларів (медіана — 68 187). Медіана доходів становила 49 321 долар для чоловіків та 33 534 долари для жінок. За межею бідності перебувало 6,6 % осіб, у тому числі 3,0 % дітей у віці до 18 років та 7,9 % осіб у віці 65 років та старших.
Цивільне працевлаштоване населення становило 4439 осіб. Основні галузі зайнятості: освіта, охорона здоров'я та соціальна допомога — 22,8 %, виробництво — 16,8 %, науковці, спеціалісти, менеджери — 13,0 %, роздрібна торгівля — 10,2 %.